# Orlando Poleo
Orlando José Poleo (* 13. Dezember 1962 in Caracas) ist ein venezolanischer Perkussionist und Bandleader. Er ist vor allem als Conga- und Bongospieler im Bereich der lateinamerikanischen Musik (insbesondere Salsa), des Jazz und der Popmusik bekannt.

## Leben und Wirken
Poleo hatte ersten Unterricht bei Julio Mendez. Er studierte dann afro-venezolanische Perkussion bei Miguel Urbina. Fünfzehnjährig wurde er Congaspieler im Orchester Sabañón, zwei Jahre später gründete er seine erste eigene Gruppe Autana. Daneben trat er neben Nano Grand mit dem Orquesta Epa auf und gründete mit Evio Di Marzo die Gruppe Adrenalina Caribe. Zudem nahm er Unterricht bei den puerto-ricanischen Musikern Cachete Maldonado, Giovanni Hidalgo und Antony Carrilo und studierte 1987 
afrokubanische Perkussion an der Musikschule Ignacio Cervantes in Havanna.
1991 wurde er nach Paris eingeladen, wo er mit Musikern wie Tito Puente, Chocolate, Alfredo Rodríguez, Azuquita, Eddie Palmieri, Arturo Sandoval, Mongo Santamaría, Kip Hanrahan, Archie Shepp und Chico Freeman auftrat. Mit dem Sänger Danny Brillant unternahm er eine Konzertreise durch Frankreich. 1995 erschien Poleos erstes Soloalbum "Cimarraneando", dessen Titel er mit Orlando Maraca Valle komponierte und arrangierte. 
1996 gründete Poleo in Paris die Salsaband Chaworo, der sich der Sänger Carlos Esposito anschloss. Er nahm mit dem Orchester u. a. am Jazzfestival in Marciac teil und trat mit dem Sänger Bernard Lavilliers in Spa und Nimes auf. 1998 erschien sein zweites Soloalbum El Buen Camino. Beim Swing-Festival in Deauville spielt er 1999 mit Joe Cocker und Joan Baez, 2000 trat er bei der Millenniumsfeier in Frankreich auf. Im gleichen Jahr war er Gast beim Abidjan Jazz Festival und beim ersten Jazz-Festival, das in Tahiti stattfand; 2003 erschien sein drittes Album Lo Bueno De La Vida. 2004 gab er ein Konzert mit dem Orchester Saúl Veras und dem Saxophonisten Rodolfo Reyes.

## Diskographie
- Adrenalina Caribe: Pico y Pala, 1982
- Clarox: Zona Peligrosa, 1983
- El Trabuco Venezolano: La Flor y Nata, 1984
- Adrenalina Caribe: Adrenalia Caribe, 1985
- Adrenalina Caribe: Evio Di Marzo - Adrenalina Caribe, 1987
- Sergio Pérez: Mueve un Pie, 1989
- Adrenalina Caribe: Bio Bio, 1990
- Sergio Pérez: Sergio En Uno, 1991
- Cimarroneando, 1995
- Alberto Naranjo: Retrospectiva Vol 2, 1995
- Gerardo Rosales: Venezuela Sonora, 1996
- El buen camino, 1998
- Sangre negra, 1999
- Lo bueno de la vida, 2002
- Pablo Gil: Major Delights, 2002
- Saxomania: Marejada Feliz, 2004
- Adrien Brandeis: Meetings, Jazz Family 2020